# Achille Valenciennes
Achille Valenciennes (9. srpna 1794 v Paříži – 13. dubna 1865 v Paříži) byl francouzský zoolog, parazitolog a ichtyolog. Byl žákem Georgese Cuviera, s nímž sepsal 22svazkové ichtyologické dílo Histoire naturelle des poissons.

## Jeho jménem pojmenované druhy
- Acropora valenciennesi, Milne Edwards & Haime, (1860)
- Ophiacantha valenciennesi, Lyman (1879)
- Glossodoris valenciennesi, Cantraine (1835)
- Hypselodoris valenciennesi, Cantraine (1841)
- Lithuaria valenciennesi, d'Hondt (1984)
- Montastrea valenciennesi, Milne Edwards & Haime (1848)
- Symphyllia valenciennesi, Milne Edwards & Haime (1849)
- Oculina valenciennesi, Milne Edwards & Haime (1850)
- Callionymus valenciennei, Temminck & Schlegel (1845)[5]

## Dílo
- G. Cuvier, A. Valenciennes: Histoire naturelle des Poissons. Pitois-Levrault-Tome XIV, Paris 1839.
- A. Valenciennes: Aspidophoroide. Dictionnaire universel d’histoire naturelle. C. d’Orbigny (dir.), 1841, vol. 2, S. 237–238.
- A. Valenciennes: Description d’une nouvelle espèce d’Aspidophore pêché dans l’une des anses du port de l’empereur Nicolas. CR Acad. Sci Paris 1858, v. 47, S. 1040–1043.